# Търнава Маре
Търнава Маре (Голяма Търнава) (на румънски: Mureș) е река в Румъния (окръзи Харгита, Муреш, Сибиу и Алба), лява съставяща на Търнава (23 km, ляв приток на Муреш, ляв приток на Тиса) Дължина 223 km. Площ на водосборния басейн 3666 km².
Река Търнава Маре води началото си от южния склон на масива Харгита (част от Източните Карпати), на 1294 m н.в., в централната част на окръг Харгита в Румъния. С изключение на най-горното си течение протича предимно в западна посока в сравнително широка долина по южната периферия на Трансилванското плато. При град Блаж (окръг Алба), на 237 m н.в. се съединява с идващата отдясно река Търнава Мике (Малка Търнава) и двете заедно дават началото на късата (23 km) река Търнава, която е ляв приток на Муреш (ляв приток на Тиса).
На север водосборният басейн на Търнава Маре граничи с водосборния басейн на река Търнава Мике (дясна съставяща на Търнава), на североизток – с водосборния басейн на река Муреш (ляв приток на Тиса), а на югоизток и юг – с водосборния басейн на река Олт (ляв приток на Дунав). В тези си граници площта на водосборния басейн на реката възлиза на 3666 km² (58,62% от водосборния басейн на Търнава). Основните ѝ притоци са леви: Аркита, Шаеш, Виса.
Среден годишен отток 14,5 m³/sec.
В горното ѝ течение е изграден големия язовир Зелея, който регулира оттока на реката, а водите му се използват за битово водоснабдяване и напояване на обширни земеделски територии в южната периферия на Трансилванското плато. По цялото си протежение долината ѝ е гъсто заселена, като най-големите селища са градовете Одорхею Секуйеск (окръг Харгита), Сигишоара (окръг Муреш), Медиаш (окръг Сибиу), Блаж (окръг Алба).